# Rivergaro
Rivergaro est une commune italienne de la province de Plaisance, dans la région Émilie-Romagne.

## Administration
| Période                                  | Période       | Identité       | Étiquette                                              | Qualité |
| ---------------------------------------- | ------------- | -------------- | ------------------------------------------------------ | ------- |
| 26 juin 1985                             | 8 juin 1990   | Luigi Tacchini | Parti social-démocrate italien                         |         |
| 8 juin 1990                              | 24 avril 1995 | Mauro Rai      | Parti démocrate de la gauche, Parti Communiste Italien |         |
| 24 avril 1995                            | 14 juin 1999  | Mauro Rai      | Centre gauche                                          |         |
| 14 juin 1999                             | 14 juin 2004  | Mauro Rai      | Liste civique                                          |         |
| 14 juin 2004                             | 8 juin 2009   | Pietro Martini | Liste civique                                          |         |
| 8 juin 2009                              | 26 mai 2014   | Pietro Martini | Liste civique                                          |         |
| 26 mai 2014                              |               | Andrea Albasi  | Liste civique démocratique pour Rivergaro              |         |
| Les données manquantes sont à compléter. |               |                |                                                        |         |

### Communes limitrophes
Gazzola, Gossolengo, Podenzano, Travo, Vigolzone.